# Baudouin Bollaert
Pour les articles homonymes, voir Bollaert.
Baudouin Bollaert est un journaliste, écrivain et enseignant français né le 8 septembre 1945 à Château-Thierry dans l'Aisne.

## Biographie
Après des études au lycée Janson-de-Sailly, à Paris, Baudouin Bollaert sort major de la promotion 1967 du Centre de formation des journalistes (CFJ). Stagiaire à la Nouvelle République du Centre-Ouest durant l’été 1969, il devient ensuite pigiste permanent à l’ex-ORTF (Office de Radiodiffusion-télévision française) avant d’intégrer la rédaction du Figaro en 1970 où il effectuera l’essentiel de sa carrière.
Il reste quatre ans au service de politique internationale, puis il est nommé envoyé spécial permanent du Figaro en Allemagne de 1974 à 1977, envoyé spécial permanent en Italie de 1977 à 1983, envoyé spécial permanent en Grande-Bretagne de 1983 à 1986 et envoyé spécial permanent aux États-Unis de 1986 à 1988. 
Il est nommé rédacteur en chef et chef du service de politique intérieure du Figaro en 1988. Il dirige ensuite le bureau de Bruxelles à partir de 1990. En 1995, il devient rédacteur en chef diplomatique, tient la rubrique « Les coulisses de l’Europe » puis « L’Union au scanner » dans le Figaro Économie et, de 2000 à 2005, dirige les pages « Débats et opinions » du quotidien.
Baudouin Bollaert a collaboré à Europe 1 pendant dix ans, de 1978 à 1988. Il a aussi travaillé pour la chaîne de télévision La Cinq aux États-Unis. Il a participé à de nombreux débats sur France Culture, France 24, France 5, le Deutschlandfunk, la RAI ou la BBC. Il a écrit pour la revue Commentaire et collabore depuis plusieurs années à Politique Internationale, à la Revue civique et au Spectacle du monde.
Depuis 2005, Baudouin Bollaert donne régulièrement des cours à Sciences Po Paris (sur les affaires européennes), à l’Institut supérieur de l’armement et de la défense (ISAD) de l’université Paris II (stratégie et politique étrangère) et à l’Institut catholique de Paris (l’Europe et les médias).

## Distinctions
Baudouin Bollaert est chevalier de la Légion d'honneur en 2003 et décoré du Mérite agricole.[réf. nécessaire]

## Ouvrages
- Les obus ont la vie longue aux éditions du Rocher, 2005 (roman).
- Angela Merkel aux éditions du Rocher, 2006 (biographie).
- Charade Indienne aux éditions du Rocher, 2007 (roman).
- L'Europe n'est pas ce que vous croyez aux éditions Albin Michel, 2007; livre d’entretien avec Jacques Barrot.
- Le Roman du Vatican secret, 2009 avec Bruno Bartoloni aux éditions du Rocher, en 2009.